# Helena Blehárová
Helena Blehárová (* 28. června 1943 v Žilině) je slovenská a česká zpěvačka.

## Kariéra
Vystudovala gymnázium v Žilině, kde poté absolvovala nástavbu na zdravotní škole.  Její pěvecké začátky se odehrály na Slovensku, kde žila do svých devatenácti let, kdy si jí na Soutěži tvořivosti mládeže v Bratislavě povšiml tenorsaxofonista Orchestru Gustava Broma. A tak svoji pěveckou dráhu započala v roce 1962 jako jazzová zpěvačka pod kapelníkem Gustavem Bromem v Brně, v jehož orchestru nahradila odcházející kmenovou zpěvačku Jarmilu Veselou. Během svého působení v Brně studovala zpěv na konzervatoři (1964–1968). S Orchestrem Gustava Broma pak úspěšně vystupovala až do roku 1968. Poté odcestovala zpívat do zahraničí, kde strávila celkem dva roky. Po svém návratu do vlasti v roce 1970 spojila svůj život natrvalo s Brnem a spolupracovala s mnoha československými tanečními orchestry, skupinami i jazzovými uskupeními (např. skupina Luďka Švábenského, skupina Golem Josefa Laufera, skupina Synkopy 61,...). Znovu také účinkovala s Orchestrem Gustava Broma, naposled v 90. letech.
Ze začátku své pěvecké kariéry se věnovala zejména jazzovým skladbám a scatu, ale později pro ni skládali i taneční a bluesové písně. Často se účastnila festivalů v Německu, Francii, Anglii, Švýcarsku, Polsku a tehdejší Jugoslávii. V roce 1967 přišel její první velký hit. Šlo o českou verzi písně Sugar Town Nancy Sinatrové, český text s názvem Š-Š-Š napsal Jan Fiala během jedné noci. Na dva roky se pak stala jednou ze sedmi nejpopulárnějších zpěvaček v anketě Zlatý slavík. V průběhu doby natočila desítky nahrávek v tehdejším Československém rozhlase Brno a Bratislava a pro vydavatelství Supraphon, Panton a Opus. Svou první a jedinou dlouhohrající desku natočila v roce 1975 ve slovenském vydavatelství Opus. 
Objevila se přechodně také v souboru pražského divadla Semafor po boku Miroslava Horníčka, Hany Hegerové nebo Pavlíny Filipovské. Byla obsazena i do populárního hudebního tv seriálu Píseň pro Rudolfa III. Na přelomu 60. a 70. let účinkovala mimo jiné v divadle Večerní Brno – v pořadu Lasici a Satinského nebo v televizním cyklu písniček Brněnské kolo. Ve filmu si zahrála role zpěvaček, jednalo se zejména o Rychmanův snímek Dáma na kolejích či snímek Hroch režiséra Karla Steklého z roku 1973.
Žije v Brně s manželem Ivanem Blažkem (* 1943), který je výtvarník a umělecký kovář.
V roce 2006 byla v komunálních volbách zvolena do zastupitelstva městské části Brno-střed na 7. místě kandidátky Strany zelených.

## Diskografie
- 1967 Obrať se s důvěrou - Helena Blehárová/Loutka - Yvonne Přenosilová – Supraphon, SP
- 1968 La-la-la/Můj malý svět – Supraphon, SP
- 1969 Píseň O Mé Zemi - Karel Černoch/Óda na přístí století - Helena Blehárová – Supraphon, SP
- 1970 Divný pocit - Helena Blehárová/Volá trubky hlas - Alena Tichá a Jiří Duchoň – Supraphon, SP[3]
- 1976 Helena Blehárová – Opus, LP
- 2002 Ššš... – , CD
- 2003 Gold – , CD

### Kompilace
- 1972 Chvilka pro písničku - Gustav Brom – Supraphon, LP[4]
  - A4 – Závrať – Helena Blehárová
- 1973 Slovenské evergreeny – Opus, LP
  - B5 – Dozajtra čakaj – Helena Blehárová

- 2023 Jazzové útesy (1963–1990) – 2xCD, vyd. Tomáš Padevět[5]

## Filmografie
- 1977 Štipku soli (TV film)
- 1973 Hroch (Soňa)
- 1968 Píseň pro Rudolfa III. (TV seriál)
- 1965 Neobyčejná třída (zpěvačka)
- 1966 Dáma na kolejích (zpěvačka)